# Bilan saison par saison du Hyères Toulon Var Basket
 (avril 2025).
Cette page présente le bilan saison par saison du Hyères Toulon Var Basket :
| Saison    | Division    | Classement | Victoires-Défaites | Montée/descente, qualification (pour la) | Autres compétitions |
| 1990-1991 | Nationale 2 | 1e sur 13  | 21 - 3             | Montée en N 1 B                          | - |
| 1991-1992 | N 1 B       | 7e sur 14  | -                  | -                                        | - |
| 1992-1993 | N A 2       | 3e sur 14  | -                  | -                                        | - |
| 1993-1994 | Pro B       | 15e sur 18 | 10 - 24            | Montée en Pro B                          | - |
| 1994-1995 | Pro B       | 3e sur 14  | 17 - 9             | -                                        | - |
| 1995-1996 | Pro B       | 2e sur 15  | 22 - 6             | -                                        | - |
| 1996-1997 | Pro B       | 8e sur 16  | 15 - 15            | -                                        | - |
| 1997-1998 | Pro B       | 11e sur 18 | 16 - 18            | -                                        | - |
| 1998-1999 | Pro B       | 15e sur 20 | 15 - 23            | -                                        | - |
| 1999-2000 | Pro B       | 3e sur 18  | 24 - 10            | -                                        | - |
| 2000-2001 | Pro B       | 5e sur 16  | 19 - 11            | Montée en Pro A                          | - |
| 2001-2002 | Pro A       | 12e sur 16 | 8 - 22             | -                                        | - |
| 2002-2003 | Pro A       | 10e sur 16 | 11 - 19            | -                                        | - |
| 2003-2004 | Pro A       | 13e sur 18 | 13 - 21            | -                                        | - |
| 2004-2005 | Pro A       | 12e sur 18 | 15 - 19            | Play-off                                 | Éliminé pendant le tour préliminaire des play-off du Championnat de France                                                                                       |
| 2005-2006 | Pro A       | 15e sur 18 | 12 - 22            | -                                        | - |
| 2006-2007 | Pro A       | 15e sur 18 | 11 - 23            | -                                        | - |
| 2007-2008 | Pro A       | 6e sur 16  | 17 - 13            | Semaine des As Play-off                  | Éliminé en demi-finale de la Semaine des As Éliminé en quarts de finale des play-off du Championnat de France                                                    |
| 2008-2009 | Pro A       | 11e sur 16 | 13 - 17            | EuroCup Challenge                        | Éliminé en phase régulière de l'EuroCup Challenge Éliminé en 16e de finale de la Coupe de France                                                                 |
| 2009-2010 | Pro A       | 11e sur 16 | 13 - 17            | -                                        | Éliminé en 16e de finale de la Coupe de France |
| 2010-2011 | Pro A       | 7e sur 16  | 15 - 15            | Semaine des As Play-off                  | Éliminé en quarts de finale de la Semaine des As Éliminé en 8e de finale de la Coupe de France Éliminé en quarts de finale des play-off du Championnat de France |
| 2011-2012 | Pro A       | 16e sur 16 | 3 - 27             | Descente en Pro B                        | |
| 2012-2013 | Pro B       | 12e sur 18 |                    |                                          | |
| 2013-2014 | Pro B       |            |                    |                                          | |
| 2014-2015 | Pro B       |            |                    |                                          | |
| 2015-2016 | Pro B       |            |                    |                                          | |

## Bibliogrpaphie
LNB, 20 ans de basket pro, BasketNews, octobre 2007 (ISBN 9782702138717)